# Santa Cruz (Friedhof)

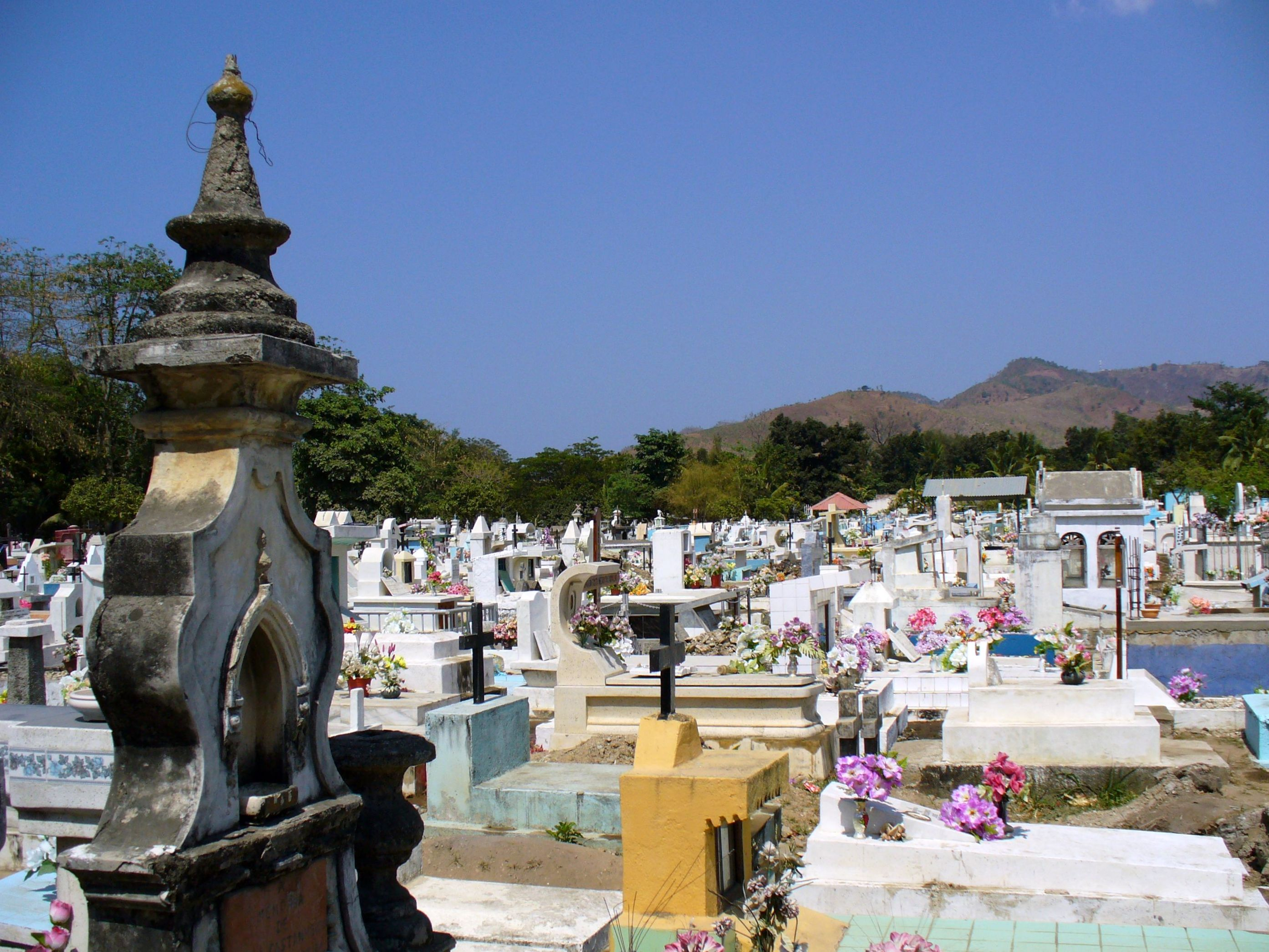
Der Friedhof von Santa Cruz

Der Friedhof von Santa Cruz liegt im Suco Santa Cruz an der Rua de Santa Cruz, südöstlich des Zentrums der osttimoresischen Landeshauptstadt Dili.
Der Weg zur kleinen Kapelle im Westteil des Friedhofs ist im portugiesischen Stil mit kleinen, weißen und schwarzen Steinen gepflastert. Steine und Handwerker, die den Weg legten, kamen aus Portugal. Sie verbauten hier übriggebliebenes Material, das ursprünglich für den Platz des Unabhängigkeitsdenkmals gedacht war.

## Geschichte

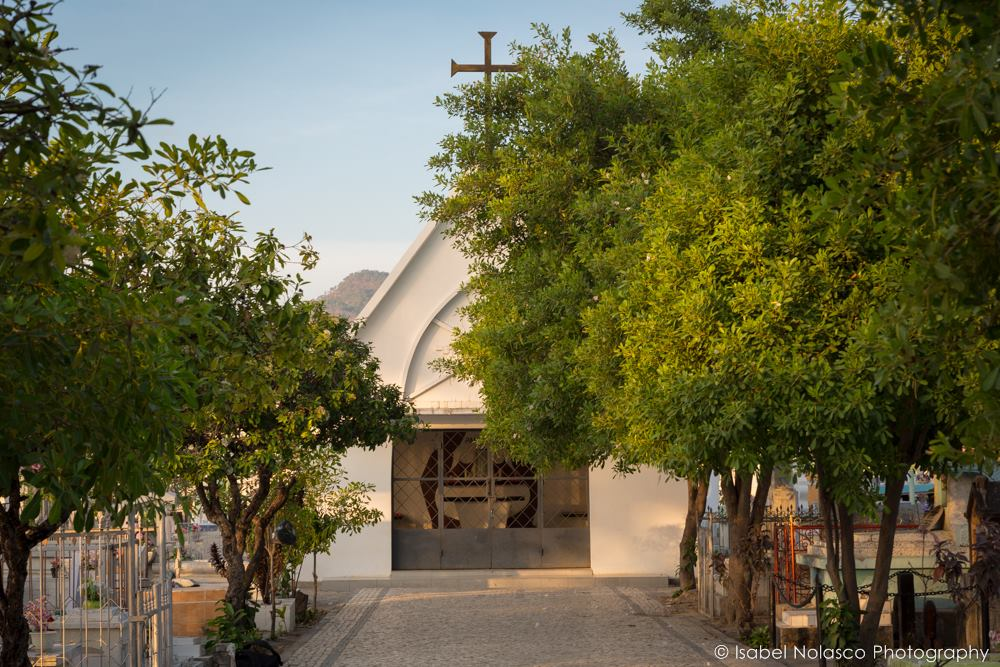
Die Friedhofskapelle

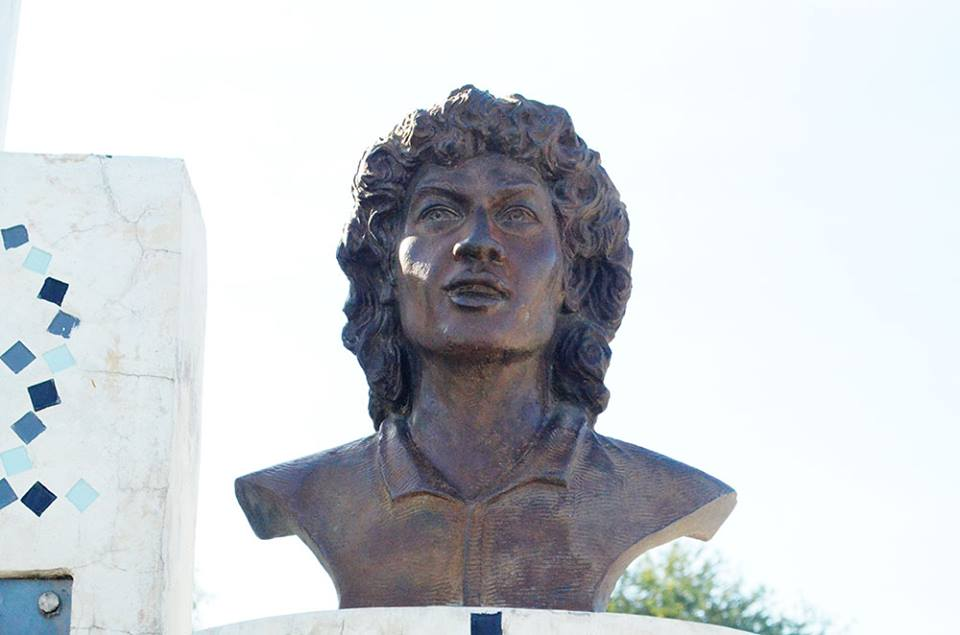
Das Grab von Sebastião Gomes

Nach mündlichen Überlieferungen soll Boaventura, der Anführer der Rebellion von Manufahi (1911–1912) an der Pforte des Friedhofs begraben sein. Außerdem befindet sich hier das Grab von Francisco Duarte, einem Kolonialoffizier, der 1899 fiel, vom 1912 verstorbenen Kolonialoffizier und Anthropologen Artur Augusto da Fonseca Cardoso, des letzten Herrschers der Atsabe-Kemak Guilherme Gonçalves und des französischen Weltumseglers und Schriftstellers Alain Gerbault.
Am 12. November 1991 begann nach der Beerdigung von Sebastião Gomes auf dem gleichnamigen Friedhof das Santa-Cruz-Massaker (auch Dili-Massaker). Bei dem Angriff auf Demonstranten und den direkt darauf folgenden Gewalttaten durch das indonesische Militär starben mindestens 271 Menschen, 382 wurden verletzt. 270 Menschen verschwanden spurlos. Das Santa-Cruz-Massaker war ein entscheidender Wendepunkt in der Geschichte Osttimors, denn der britische Journalist Max Stahl hatte Filmaufnahmen des Massakers gemacht, die um die Welt gingen und mehr internationale Aufmerksamkeit auf die damals bereits 15 Jahre währende Besetzung des Landes durch Indonesien brachte. Als Stahl 2021 starb, wurde seine Asche ihm zu Ehren auf dem Santa-Cruz-Friedhof beigesetzt.

## Literatur

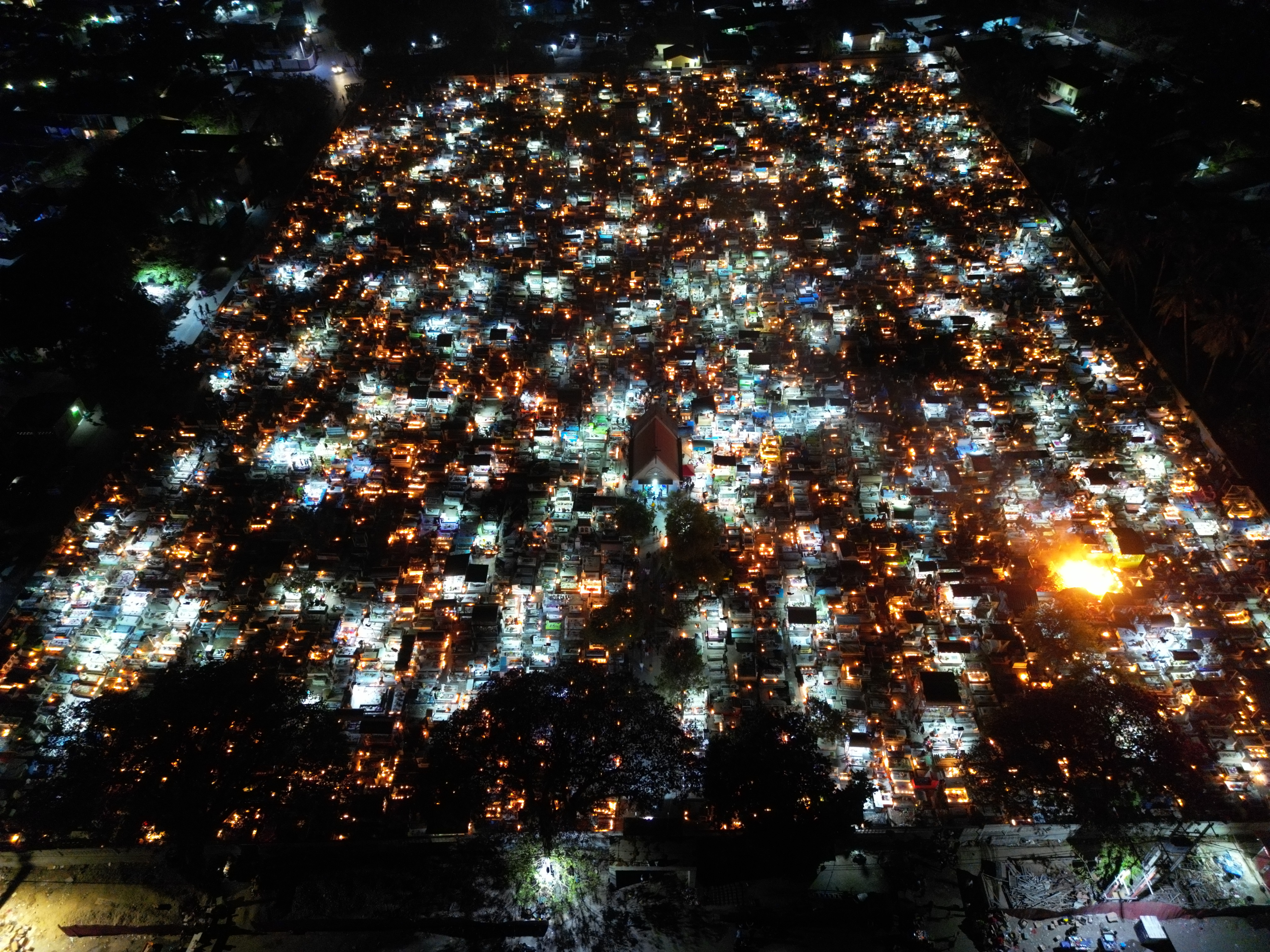
Der Friedhof an Allerheiligen. Das große Feuer rechts wird jedes Jahr entzündet.